# Planells (Sant Ferriol)
Planells és un edifici de Sant Ferriol (Garrotxa) inclòs a l'Inventari del Patrimoni Arquitectònic de Catalunya.

## Descripció
Es tracta d'una casa situada a la carena de Sant Ferriol; havia format part del dispers veïnat del mateix nom. És de planta rectangular i els teulats havien estat a dues aigües amb els vessants vers les façanes principals. Disposa de baixos, antigament destinats al bestiar, i per això, amb petites obertures per a la ventilació; pis-habitatge, organitzat a partir d'una àmplia sala de convit, d'on partien les nombroses portes que menaven a les cambres i altres dependències, i, a la part superior, havien existit unes reduïdes golfes.

## Història
Can Planells està format per dos cossos d'edifici ben diferenciats i cal destacar una torre de base quadrada situada a l'angle de tramuntana/llevant. Disposa de baixos i dos pisos superiors, amb obertures rectangulars i de punt rodó orientades als quatre vents; el teulat, amb lleugera punxa, és a quatre vents. Actualment, Can Planells és una ruïna total, l'esmentada torre també ha acabat per desaparèixer.
A principis del segle xx, almenys entre 1901 i 1908, Planells va ser la residència d'estiu de la família Montsalvatge.